# SN 1990W
SN 1990W – supernowa typu Ib/c odkryta 19 sierpnia 1990 roku w galaktyce NGC 6221. Jej maksymalna jasność wynosiła 15,80m.